# NSW Open 2024 - Doppio maschile
Il doppio maschile del torneo di tennis professionistico NSW Open 2024, facente parte della categoria Challenger 75 nell'ambito dell'ATP Challenger Tour 2024, si è giocato dal 28 ottobre al 3 novembre a Sydney, in Australia. Tra le coppie partecipanti erano assenti Ryan Seggerman e Patrik Trhac, i detentori del titolo.
In finale Blake Ellis e Thomas John Fancutt hanno sconfitto Blake Bayldon e Mats Hermans con il punteggio di 7–5, 7–6(4).

## Teste di serie
1. Rinky Hijikata /  Mac Kiger (quarti di finale)
2. Blake Ellis /  Thomas John Fancutt (campioni)

1. Seita Watanabe /  Takeru Yuzuki (quarti di finale)
2. Kody Pearson /  Joshua Sheehy (semifinale)

## Alternate
1. Taisei Ichikawa /  Hikaru Shiraishi (primo turno)

## Tabellone

### Legenda
| - Q = Qualificato - WC = Wild card - LL = Lucky loser | - ALT = Alternate - SE = Special Exempt - PR = Protected Ranking | - w/o = Walkover - r = Ritirato - d = Squalificato |

|  | Primo turno | Primo turno            | Primo turno           | Primo turno | Primo turno |  |  | Quarti di finale | Quarti di finale    | Quarti di finale    | Quarti di finale   | Quarti di finale   |   |    | Semifinali | Semifinali                 | Semifinali                 | Semifinali                      | Semifinali                      |   |   | Finale | Finale | Finale | Finale | Finale |  |
|  |             |                        |                       |             |             |  |  |                  |                     |                     |                    |                    |   |    |            |                            |                            |                                 |                                 |   |   |        |        |        |        |        |  |
|  | 1           | R Hijikata M Kiger     | R Hijikata M Kiger    | 6           | 6           |  |  |                  |                     |                     |                    |                    |   |    |            |                            |                            |                                 |                                 |   |   |        |        |        |        |        |  |
|  |             | J Charlton E Hudd      | J Charlton E Hudd     | 4           | 4           |  |  | 1                | R Hijikata M Kiger  | R Hijikata M Kiger  | 1                  | 65                 |   |    |            |                            |                            |                                 |                                 |   |   |        |        |        |        |        |  |
|  |             | B Bayldon M Hermans    | B Bayldon M Hermans   | 6           | 6           |  |  |                  | B Bayldon M Hermans | B Bayldon M Hermans | 6                  | 7                  |   |    |            |                            |                            |                                 |                                 |   |   |        |        |        |        |        |  |
|  |             | A Bakshi T Colson      | A Bakshi T Colson     | 4           | 2           |  |  |                  |                     |                     |                    |                    |   |    |            | B Bayldon M Hermans        | B Bayldon M Hermans        | 6                               | 7                               |   |   |        |        |        |        |        |  |
|  | 4           | K Pearson J Sheehy     | 6                     | 65          | [10]        |  |  |                  |                     | 4                   | K Pearson J Sheehy | K Pearson J Sheehy | 3 | 63 |            |                            |                            |                                 |                                 |   |   |        |        |        |        |        |  |
|  |             | M Bouzige E Cook       | 2                     | 7           | [7]         |  |  | 4                | K Pearson J Sheehy  | K Pearson J Sheehy  | 79                 | 6                  |   |    |            |                            |                            |                                 |                                 |   |   |        |        |        |        |        |  |
|  |             | C Puttergill D Sweeny  | C Puttergill D Sweeny | 4           | 2           |  |  |                  | M Imamura N Tajima  | M Imamura N Tajima  | 67                 | 1                  |   |    |            |                            |                            |                                 |                                 |   |   |        |        |        |        |        |  |
|  |             | M Imamura N Tajima     | M Imamura N Tajima    | 6           | 6           |  |  |                  |                     |                     |                    |                    |   |    |            | Blake Bayldon Mats Hermans | Blake Bayldon Mats Hermans | 5                               | 64                              |   |   |        |        |        |        |        |  |
|  |             | C Sinclair J Watt      | 3                     | 7           | [8]         |  |  |                  |                     |                     |                    |                    |   |    |            |                            | 2                          | Blake Ellis Thomas John Fancutt | Blake Ellis Thomas John Fancutt | 7 | 7 |        |        |        |        |        |  |
|  |             | R Matsuda A Taylor     | 6                     | 65          | [10]        |  |  |                  | R Matsuda A Taylor  | R Matsuda A Taylor  | 6                  | 7                  |   |    |            |                            |                            |                                 |                                 |   |   |        |        |        |        |        |  |
|  |             | A Rai E Winter         | 4                     | 6           | [3]         |  |  | 3                | S Watanabe T Yuzuki | S Watanabe T Yuzuki | 3                  | 65                 |   |    |            |                            |                            |                                 |                                 |   |   |        |        |        |        |        |  |
|  | 3           | S Watanabe T Yuzuki    | 6                     | 4           | [10]        |  |  |                  |                     |                     |                    |                    |   |    |            | R Matsuda A Taylor         | R Matsuda A Taylor         | 3                               | 4                               |   |   |        |        |        |        |        |  |
|  |             | Ja Delaney Je Delaney  | 7                     | 2           | [4]         |  |  |                  |                     | 2                   | B Ellis T Fancutt  | B Ellis T Fancutt  | 6 | 6  |            |                            |                            |                                 |                                 |   |   |        |        |        |        |        |  |
|  |             | C Hewitt M Polmans     | 62                    | 6           | [10]        |  |  |                  | C Hewitt M Polmans  | C Hewitt M Polmans  | 4                  | 4                  |   |    |            |                            |                            |                                 |                                 |   |   |        |        |        |        |        |  |
|  | Alt         | T Ichikawa H Shiraishi | 7                     | 5           | [4]         |  |  | 2                | B Ellis T Fancutt   | B Ellis T Fancutt   | 6                  | 6                  |   |    |            |                            |                            |                                 |                                 |   |   |        |        |        |        |        |  |
|  | 2           | B Ellis T Fancutt      | 5                     | 7           | [10]        |  |  |                  |                     |                     |                    |                    |   |    |            |                            |                            |                                 |                                 |   |   |        |        |        |        |        |  |